# 국립전통예술고등학교
국립전통예술고등학교(國立傳統藝術高等學校)는 대한민국 서울특별시 금천구 시흥동에 위치한 국립 특수목적 고등학교로, 이 학교는 1960년 5월 13일에 국악예술학교로 첫 개교되었다.

## 학교 연혁
- 1960년 3월 10일 : 국악예술학교 설립인가
- 1960년 5월 13일 : 국악예술학교 개교(초대 박헌봉 교장 취임)
- 1964년 4월 15일 : 중구 남산 교사로 이전
- 1968년 4월 7일 : 중구 남산에서 종로구 운니동 교사로 이전
- 1970년 9월 30일 : 성북구 석관동 신축교사로 이전
- 1971년 9월 30일 : 한국국악예술학교로 개편(성악 1, 기악 2, 무용 3), 18학급
- 1973년 2월 8일 : 재단법인 국악학원 인가(초대 박귀희 이사장 취임)
- 1983년 5월 30일 : 학교법인 국악학원으로 조직변경
- 1984년 12월 17일 : 서울국악예술고등학교 교명 변경
- 1992년 10월 29일 : 금천구 시흥3동 신축교사로 이전
- 1998년 7월 : 국악예술학교 부설 '국악관현악단' 창설
- 2003년 3월 2일 : 기숙사 ‘향사생활관’ 개관(272명 수용)
- 2005년 10월 29일 : 도서관 ‘기산서관’ 개관
- 2008년 3월 1일 : 국립전통예술고등학교로 교명 변경(교육부로 국립화)
- 2012년 3월 2일 : 한국음악과 4학급, 무용과 1학급, 음악연극과 1학급으로 개편
- 2015년 12월 17일 : 제2예술관 준공
- 2021년 9월 14일 : 제17대 왕기철 교장 취임
- 2022년 2월 15일 : 제60회 졸업식(남 46명, 여 122명, 졸업생 수 총 12,711명)
- 2022년 3월 2일 : 2022학년도 입학식(남 31명, 여 150명)

## 설치 학과
- 무용학과
- 한국음악학과
- 음악연극학과

## 참고 자료
- 국립전통예술고등학교 - 한국교육학술정보원 학교알리미